# Discorso scomparso

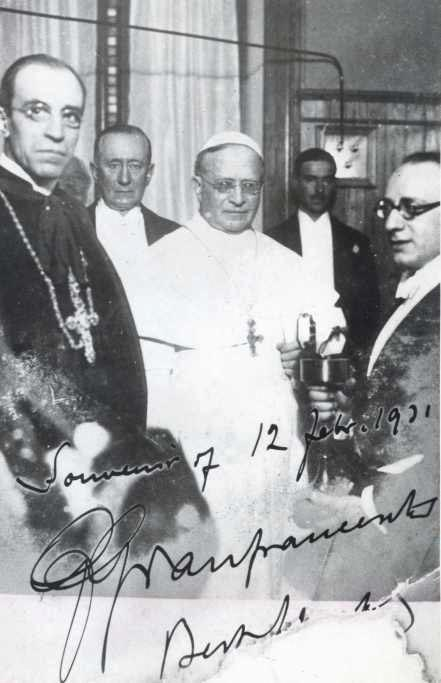
Papa Pio XI e Guglielmo Marconi inaugurano la nuova Radio Vaticana

È comunemente definito "Il discorso scomparso", un importante discorso che papa Pio XI, nei giorni 11 e 12 febbraio 1939, in occasione del I decennale della "conciliazione" con lo Stato Italiano, del XVII anno del suo pontificato e il 60º anno del suo sacerdozio, avrebbe dovuto pronunciare di fronte all’assemblea dei vescovi. 
La morte, sopravvenuta per un attacco cardiaco dopo una lunga malattia proprio nella notte del 10 febbraio, gli impedì di compiere tale proposito. Il discorso, preparato da mesi, sarebbe stato il suo testamento spirituale e, probabilmente, avrebbe denunciato la violazione dei Patti Lateranensi da parte del governo fascista e le persecuzioni razziali in Germania. 
La "scomparsa" del discorso è dovuta al fatto che, immediatamente dopo il decesso del Papa, il cardinale camerlengo Eugenio Pacelli (poi eletto papa Pio XII), responsabile di gestire il Vaticano nell'attesa della nomina di un nuovo papa successore, ordinò l'immediata distruzione di tutte le copie del testo, già composto in tipografia e pronto per essere distribuito ai vescovi.

## Probabile contenuto del discorso
Una lettera emersa dall'Archivio Vaticano dimostrerebbe che a distruggere il discorso fu Eugenio Pacelli, il futuro Pio XII, segretario di Stato di Pio XI. Autore della lettera è Domenico Tardini, al tempo collaboratore della segreteria di Stato vaticana.
Un estratto del testo della lettera, datata 15 febbraio 1939 è il seguente: Mi telefona S.E. Mons. Montini. Gli ha telefonato il cardinal Pacelli per dare i seguenti ordini: 1) che Mons. Confalonieri consegni tutto quel materiale che ha circa il discorso che S.S. Pio XI aveva preparato per l'adunanza dei vescovi dell'11 febbraio; 2) che la tipografia distrugga tutto il materiale che ha (bozze, piombi) [...].
Domenico Tardini, nel gennaio 1941, raccolse una documentazione molto ricca e completa sulle ultime settimane di vita del pontefice Pio XI. Secondo lui si trattò di "Un testo di importanza straordinaria" che condannava tutti i totalitarismi e capace di causare una definitiva rottura con fascismo e nazismo.
Nel 1959, Domenico Tardini era ancora vivente quando Giovanni XXIII - che lo aveva appena nominato Segretario di Stato - pubblicò alcune parti del discorso scomparso, in occasione del suo ventennale. In proposito, il Papa sostenne che "quanto rimane di quel manoscritto meritava bene di essere tenuto in riserbo da ogni sguardo di profana indiscrezione". Le parti allora pubblicate riflettevano il profondo senso religioso del suo autore ma anche alcuni accenti ai soprusi del regime verso la Chiesa; in relazione a questi ultimi, si manifestava, però, solo una persistente fiducia nei Patti Lateranensi e nel concordato. Resta l'incognita sui contenuti di quanto non pubblicato nemmeno allora da Giovanni XXIII.
Nel settembre 2008, un congresso organizzato a Roma dalla Pave The Way Foundation sull'operato di Pio XII nei confronti degli ebrei ha riportato la questione dei rapporti tra il Vaticano e le dittature totalitarie nell'interesse dei media. Un'ex dirigente della Federazione Universitaria Cattolica Italiana, Bianca Penco (vicepresidente della federazione tra il 1939 e il 1942 e presidente nazionale insieme a Giulio Andreotti e Ivo Murgia tra il 1942 e il 1947), ha rilasciato un'intervista al Secolo XIX in cui parla della questione del discorso scomparso. Secondo il racconto della Penco, Pio XI avrebbe ricevuto alcuni esponenti di spicco della federazione nel febbraio del 1939, annunciando a questi che aveva preparato un discorso che era intenzionato a tenere l'11 febbraio, in occasione del decennale del Concordato: questo discorso sarebbe stato critico nei confronti del nazismo e del fascismo, e avrebbe anche contenuto riferimenti alle persecuzioni dei cristiani che in quegli anni avvenivano in Germania.
La Penco afferma anche che dopo la morte di papa Ratti, alle richieste dei rappresentanti della FUCI di avere informazioni sul destino del discorso che avevano potuto osservare in anteprima, l'esistenza stessa di questo sarebbe stata negata.
Il papa, secondo l'intervista a Bianca Penco, avrebbe dovuto anche annunciare un'enciclica contro il razzismo e l'antisemitismo, intitolata Humani generis unitas. Il compito di redigere i documenti preparatori per l'enciclica fu affidato a un gesuita statunitense, padre John LaFarge S.J. e a due suoi collaboratori, i padri gesuiti Gustav Gundlach S.J., tedesco, e Gustave Desbuquois S.J., francese; a questi si aggiunse un altro gesuita tedesco, padre Heinrich Bacht S.J., per tradurre il progetto in latino. Tuttavia, il vecchio papa Ratti era ormai prossimo alla fine e non ebbe il tempo di trasformarli in enciclica. Tale documento costituisce un importante ausilio per ricostruire il contenuto del discorso scomparso di cui trattasi e delle motivazioni che hanno condotto il suo successore a distruggerlo.
Una copia microfilmata dell'enciclica e dei documenti annessi, infatti, fu scoperta nel 1967 dal gesuita Thomas Breslin, mentre procedeva alla catalogazione degli archivi di John LaFarge. In un lungo articolo di fondo, Gordon Zahn, uno specialista delle encicliche sociali, ha sostenuto che l'enciclica ritrovata “è forse la più forte dichiarazione cattolica su quel male morale” che è l'antisemitismo. Ciò può collocarsi "in un nuovo contesto, poiché ora non si tratta più solamente della mancata protesta di Pio XII di fronte alla sistematica eliminazione degli ebrei, ma piuttosto del suo esplicito rifiuto di raccogliere la volontà del suo riverito predecessore e protettore". 
Va detto, peraltro, che Pio XII riprese una parte antirazzista di quella "enciclica nascosta" e la inserì nella sua prima enciclica, quella contenente il programma del suo appena iniziato pontificato, la Summi Pontificatus del 1939.

## Ipotesi circa l'avvelenamento del Papa in vista della pronuncia del discorso
Sulla base di un presunto memoriale del cardinale Eugène Tisserant ritrovato nel 1972, prese corpo l'ipotesi - non altrimenti documentata - che Pio XI fosse stato avvelenato per ordine di Benito Mussolini. Il dittatore, avendo avuto sentore della possibilità di essere condannato dal Papa, e forse scomunicato, avrebbe incaricato il medico Francesco Petacci, padre di Clara Petacci, di avvelenare il Pontefice. 
Il cardinale Tisserant avrebbe dichiarato: "Lo hanno liquidato … il professor Francesco Petacci ebbe accesso alla stanza privata del pontefice subito dopo la morte di questi. Fu lui a occuparsi degli interventi necessari per la conservazione della salma."
Questa teoria è stata esclusa dalla studiosa Emma Fattorini, reputando la tesi senza il minimo riscontro nell'attuale documentazione.